# Emilio Gratton
Emilio Gratton (Gradisca d'Isonzo, 13 aprile 1932 – Livorno, 24 settembre 2014) è stato un allenatore di calcio e calciatore italiano, di ruolo attaccante.

## Carriera

### Giocatore
Dopo gli esordi in IV Serie con l'Anconitana, nel 1957 passa al Livorno, con cui disputa quattro campionati di Serie C mettendo a segno nel corso di 121 partite 46 gol, e vincendo il titolo di capocannoniere del girone A della Serie C 1958-1959.
Nella stagione 1961-1962 debutta in Serie B con la Lucchese, disputando due campionati cadetti per un totale di 67 presenze e 18 gol.
In seguito gioca per un altro anno in Serie C con la Carrarese.

### Allenatore
Ha allenato per una stagione il Cuoiopelli in Serie D; a stagione in corso è stato sostituito in panchina da Luigi Rosellini.

## Palmarès

### Giocatore

#### Competizioni nazionali
- IV Serie: 1

Anconitana: 1956-1957 (girone E)